# Hoodoo Gurus
Hoodoo Gurus (иногда — Gurus) — австралийская рок-группа, образованная в Сиднее в 1981 году гитаристом, певцом и автором песен Дэйвом Фолкнером (англ. Dave Faulkner, экс-Victims, Manikins). В первый состав также вошли Кимбл Рендалл (англ. Kimble Rendall, гитара, вокал, экс-XL Capris), Роли Радалж (англ. Roddy Radalj, гитара, вокал: экс-The Invaders, The Scientists, The Rockets) и Джеймс Бэйкер (англ. James Baker, ударные: экс-Victims, Scientists).
Hoodoo Gurus практически игнорировали стилистические границы, исполняя ретро-пауэр-поп («I Want You Back», «What’s My Scene?»), гаражный панк («Leilani», «Like Wow-Wipeout»), хард-рок («Axegrinder», «The Right Time»), фанк-психоделию («Miss Freelove `69») и т. д. Важную роль в формировании мировоззрения группы сыграла американская поп-культура, c её «мусорным» элементом (b-movies, фастфуд и т. д.). Любимыми исполнителями Hoodoo Gurus (перечисленными в песне «Let’s All Turn On») были The Cramps, The Fleshtones, New York Dolls, The Ramones, The Flamin' Groovies, Sky Saxon, Джин Винсент, The Rolling Stones, T. Rex и The Troggs.
За первые 15 лет своего существования группа выпустила 28 синглов, четыре из которых вошли в австралийский Top 30 и лишь один («What’s My Scene?») поднялся в первую пятерку. Гораздо больший интерес группа вызвала в США: альбом Mars Needs Guitars! стал в 1985 году хитом колледж-радио, а синглы «Come Anytime» (1989) и «Miss Freelove '69» (1991) поднимались до # 1 и 3 (соответственно) в списке Billboard Modern Rock. Четыре альбома группы входили в Billboard 200. Два сингла Hoodoo Gurus также в UK Indie Chart; альбом Strange Romeos (1985) поднялся здесь до #12.
Группа распалась в 1998 году, но реформировалась дважды: сначала — в 2003 году, затем в 2007 году, когда провела гастроли по США, выступив на фестивале South by Southwest (SXSW), Music Festival (Остин, Техас) и в Европе (включая Azkena Festival в Испании). Затем последовало большое турне по Австралии «Clash of the Titans» — с The Stems и Radio Birdman. Гастрольно-фестивальная деятельность Hoodoo Gurus продолжилась в 2008—2009 годах (Apollo Bay Music Festival, Splendour in the Grass, Meredith Music Festival и др.).
В июне 2008 года газета The Age в рамках празднования «50-летия австралийского рок-н-ролла» (отсчитываемого с момента выпуска сингла «Wild One» Джонни О’Кифа) составила список Top 50 Australian Albums, в котором «Stoneage Romeo» оказался на #5.
Hoodoo Gurus вошли в историю как «одна из самых изобретательных, умных и волнующих групп в истории австралийского рока», — что и было отмечено на церемонии введения Hoodoo Gurus в ARIA Hall Of Fame («Зал славы Австралийской звукозаписывающей ассоциации») 2007 года.

## Состав (2009)
- Dave Faulkner — вокал, гитара
- Mark Kingsmill — ударные
- Brad Shepherd — гитара, вокал
- Richard Grossman — бас-гитара

## Дискография

### Альбомы
- Stoneage Romeos (Big Time/EMI, 1984)
- Mars Needs Guitars! (Big Time/EMI, 1985)
- Blow Your Cool! (Big Time/EMI, 1987)
- Magnum Cum Louder (Big Time/EMI, 1988)
- Kinky (BMG/RCA, 1991)
- Electric Soup (BMG/RCA, 1992)
- Gorilla Biscuits (BMG/RCA, 1992)
- Crank (BMG/RCA, 1994)
- Blue Cave (Mushroom/Festival, 1996)
- Armchair Gurus/Electric Chair (Mushroom/Sony, 1997)
- Bite the Bullet (Mushroom, 1998)
- Bite the Bullet: Director’s Cut (3-CD box set, Mushroom, 1998)
- Antenna album: Installation (Mushroom, 1998).